# 渋谷重助
渋谷 重助（しぶや しげすけ）は、平安時代末期、鎌倉時代初期の武将。武蔵・相模国渋谷荘の豪族、渋谷重国の子。

## 略歴
『吾妻鏡』文治元年（1185年）4月15日条で頼朝の怒りを買った無断任官者24名の1人で、馬允（うまのじょう）に任じられており、頼朝からは「父（重国）は在国しているのに、平家に従い各地をうろつき、義仲が多数の軍勢で攻め寄せると義仲に従い京に留まった。また義経が入京するとそれに参じた。度々の合戦で勇猛であったので前からの勘当を許して召し使おうというところであったのに、衛府に任官して首を切られるとはどういう事か。よくよく準備をして、鍛冶屋に言いつけて首に厚く鉄を巻きつけておけ」と激しく罵倒されている。
また同年5月9日条に重助の任官を取り消す決定がされており、ここにも重助の変節ぶりへ頼朝の怒りが記されており、重国の功績と重助の武勇に鑑みて寛大な措置がとられていただけに、よけい頼朝の怒りを買ったと見られる。